# Природно-заповідний фонд Горішньоплавнівської міської ради
Природно-заповідний фонд Горішньоплавнівської міської ради становить 2 об'єкти ПЗФ (обидва місцевого значення). Загальна площа ПЗФ — 1599,7 га.

## Об'єкти
| Назва об'єкта  | Тип, категорія, значення                | Рік створення | Площа (га) | Місцезнаходження                                                                           | Зображення |
| -------------- | --------------------------------------- | ------------- | ---------- | ------------------------------------------------------------------------------------------ | ---------- |
| «Заплава Псла» | Заказник ландшафтний місцевого значення | 2007          | 885        | околиці сіл Кузьменки, Кияшки, Комсомольське лісництво, кв. 20-22, 24, 27-29, 58-60, 67-69 |            |
| «Лісові озера» | Заказник ландшафтний місцевого значення | 1995          | 714,7      | м. Горішні Плавні, Салівське лісництво, кв. 1-7                                            |            |